# 人間倶楽部
『人間倶楽部』（にんげんくらぶ）は、寺館和子による漫画。ハードボイルド・サスペンスアクション。

## 概要
本編はレディース雑誌「Hime」に1990 - 1992年まで、シリーズ読切から始まり連続連載した（東京編まで）。その後、宙出版「コミックHi」で連載を再開、同時に同社から単行本を8巻まで刊行するも、雑誌休刊に伴い、続きを自費出版（同人誌）として1993 - 1998年までに発刊する。
1994年に、芳文社がBL雑誌の「花音」を創刊するにあたり「人間倶楽部」のサブストーリーを描かないかとの誘いに「人間倶楽部・番外編」をシリーズ連載する。芳文社からは単行本計4巻刊行。同人誌の中で本編のストーリーはVol.18で終了するも、芳文社の雑誌で描き尽くせなかった龍や忍の過去をVol.19 - 24まで描く。
現在、発売中の宙出版の文庫版は、同人誌Vol．18までとVol.24、番外編のラスト・ステージを含んでいる。

## あらすじ
四方忍。会員制クラブ四方倶楽部（コレクション）の若き会長。行動は大胆かつ冷静。その色香は男も女も惑わす―――。陰のように寄り添う龍（ロン）とともに忍の出生の秘密から大きな陰謀に巻き込まれながらも、母を求め、宿命が動き出す。

## 登場人物
四方忍（しかたしのぶ）
1969年生まれ。会員制クラブ四方倶楽部（コレクション）の若き会長。6歳の頃、母親と共に九龍城に売られ、2年後四方財閥の会長に助けられて養子となる。学校はあまり行かなかったが、成績は全国模試で常にトップでハーバード大学を飛び越し卒業後、四方財閥の会長となった。勉強だけでなく、武力にも優れている。目的のためなら、手段は選ばず、その色香には男も女も惑わす。母親が生きていると知り、養祖父が亡くなった後、世界を股にかけて母親を探し始める。
龍（ロン）
1952年生まれ。四方忍の秘書。アメリカの特殊部隊に所属していたが、脱走し忍の養祖父に拾われたという過去を持つ。有能な秘書として、あるいは冷静なボディーガードとして、忍に付き従う守護神ともいうべき存在。その超人的な身体能力と鋼鉄のごとき意志を持つ。忍の影となり、忍の母を捜す。
アレックス・ウォン、李 健国（り けんこく）
1961年生まれ。李嘉成とレディ・ウィルソンの子供。父・嘉成の後を継ぎ、香港の財閥の若き総帥であり、裏の顔はチャーニーズマフィアの親玉『黄龍』。気高さ、品格、教養。そして美しさを持っている。李承潤の弟であり、四方忍は、異母兄弟の弟である。
李承潤（り しょうじゅん）
1948年生まれ。李嘉成と李志恩の子供。父・嘉成の裏事業を継ぐ。ホモセクシャルで四方忍が九龍城で囚われていたときの親友・慈生を買う。龍が起こした爆発事故で、慈生と体の自由を失う。
王黄明（わん こうめい）

## ドラマCD
1994年4月21日に発売された。
- キャスト
  - 四方忍 - 緑川光
  - 龍 - 田中秀幸
  - アレックス - 塩沢兼人
  - 李承潤 - 加藤精三
  - 王黄明 - 沢木郁也
  - エレーン - 山田栄子
  - ルン - 小西寛子
  - 周 - 菅原淳一
  - 李志恩 - 鈴木れい子
  - 忍の母 - 滝沢久美子